# Robert William Genese
Robert William Genese (* 1848 in Dublin; † 1928) war ein irischer Mathematiker.
Genese erhielt 1871 seinen Bachelor-Abschluss an der Universität Cambridge (wobei er achter Wrangler in den Tripos war) und 1874 seinen Master-Abschluss. Er war von 1879 bis 1919 Professor für Mathematik am 1872 gegründeten University College of Wales in Aberystwyth.
Er führte mathematische Ideen von Hermann Grassmann in England ein (im Vorfeld des Vektorkalküls). Nachgelassene Schriften von Genese zu Grassmann griff Henry Forder in seinem Buch The calculus of extensions von 1941 auf.
Er war 1904 in Heidelberg (On some useful theorems in the continued multiplication of a regressive product in real four-point space) und 1908 in Rom (The method of reciprocal polars applied to forces in space) Invited Speaker auf dem Internationalen Mathematikerkongress.
Er war Mitglied der London Mathematical Society.